# Třída Diane (1916)
Třída Diane byla třída ponorek francouzského námořnictva. Celkem byly postaveny dvě jednotky této třídy. Francouzské námořnictvo je provozovalo v letech 1916–1935.

## Pozadí vzniku
Celkem byly postaveny dvě jednotky této třídy. Jejich stavba byla odsouhlasena v programu pro rok 1912. Vyvinuty pod vedením M. Simonota na základě ponorky Archimède a třídy Gustave Zédé. Postavila je loděnice Arsenal de Cherbourg v Cherbourgu. Do služby byly přijaty v letech 1916–1917.
Jednotky třídy Diane:
| Jméno         | Založení kýlu | Spuštěn        | Vstup do služby | Osud                                                                                  |
| ------------- | ------------- | -------------- | --------------- | ------------------------------------------------------------------------------------- |
| Diane (Q107)  | 1912          | 30. září 1916  | srpen 1917      | Dne 11. února 1918 poblíž La Pallice zničena vnitřním výbuchem. Zemřela celá posádka. |
| Daphné (Q108) | 1912          | 25. října 1915 | červenec 1916   | Vyřazena 1935.                                                                        |

## Konstrukce
Ponorky nesly deset 450mm torpédometů. Pouze ponorka Daphné ještě nesla jeden 75mm/35 kanón M1897. Pohonný systém tvořily dva diesely Vickers (Daphné měla diesely Sulzer) o výkonu 1800 hp pro plavbu na hladině a dva elektromotory o výkonu 1400 hp pro plavbu pod hladinou. Lodní šrouby byly dva. Nejvyšší rychlost dosahovala sedmnáct uzlů na hladině a 11,5 uzlu pod hladinou. Dosah byl 2500 námořních mil při rychlosti 10 uzlů na hladině a 130 námořních mil při rychlosti pět uzlů pod hladinou.

### Modernizace
Na Daphné byl ve dvacátých letech instalován nový periskop a zároveň došlo ke zkrácení doby ponoru.